# Nunzio Incardona
Nunzio Incardona (Monte Sant'Angelo, 9 maggio 1928 – Palermo, 28 giugno 2003) è stato un filosofo italiano, professore di filosofia teoretica nell'Università di Palermo. Prendendo le mosse dalla problematizzazione dello spiritualismo cristiano, si è occupato poi del criterio critico e della capacità di giudizio della filosofia.

## Biografia
Dopo il diploma al Liceo classico Ruggero Settimo, si era laureato in filosofia all'Università di Genova con Michele Federico Sciacca. Inizia la carriera accademica all'Università di Palermo, come docente di filosofia morale prima e di filosofia teoretica poi, della cui cattedra era titolare dal 1972, dopo aver conseguito l'ordinariato. È stato direttore, dal 1982 al 2003, del Giornale di Metafisica, fondato da Michele Federico Sciacca. Tra gli altri ha collaborato con Giuseppe Masi. 
La tematica fondamentale della filosofia di Nunzio Incardona è la "filosofia del principio", un percorso nella storia della filosofia occidentale e nel pensiero suoi protagonisti volto all'interrogazione riguardo al fondamento e all'archè. Le due categorie concettuali attraverso cui Incardona legge la storia della filosofia sono l'arcaicità, identificata con Aristotele, e l'arcaismo, identificato con Hegel. Aristotele ed Hegel sono infatti nella "filosofia del principio" di Incardona le due porte, l'inizio e la fine, l'elemento e il compimento della filosofia. Il percorso del pensiero è per Incardona un percorso aporetico, in cui la dialettica assume l'aspetto di un dialogo senza soluzione fra tensione naturale alla conoscenza e fallimento destinale dell'impresa conoscitiva. Si dedicò anche ad approfondire la tematica della temporalità.
Incardona è un'importante figura della filosofia italiana dell'ultimo novecento anche per l'influenza che ha esercitato nel campo dell'ermeneutica e della filosofia continentale. Il suo magistero ha portato alla creazione della scuola di Palermo.
Saggista e, come ricordato, interessato alla filosofia della musica, era il padre del compositore Federico Incardona e del pittore Marco Incardona.

## Il pensiero: breve sinossi
Il contributo determinante di Nunzio Incardona è stata la sua riflessione non scettica ma aporetica sull'archè. La questione aristotelica dei principi (ontologici ed epistemologici) e del principio (inteso in senso conoscitivo come principio di non contraddizione e in senso teologico come Dio) viene colta da Incardona ed elevata da questione logica a questione esistenziale. Compagni di strada naturali, sebbene fortemente criticati dal filosofo palermitano, sono, in questa sorta di teologia negativa, Jacques Derrida e Martin Heidegger. In essi è infatti rintracciabile la tematica privativa e mistico-antirazionale del rapporto con l'assoluto. L'unica cosa che si può dire dell'assoluto è che esso non è alla nostra portata, esso nasconde al filosofo il volto come all'esule è nascosta la patria. Sebbene Incardona veda nella filosofia post-hegeliana una sorta di "pleonasmo" che non ha più alcuna utilità nella società contemporanea (antifilosofia), sembra che le sue intuizioni più originali e più feconde nascano proprio da una rielaborazione personale delle tematiche ermeneutiche del secondo Heidegger.

## Opere principali
- Problematica interna dello spiritualismo cristiano, Milano, 1952.
- Metafisica di una crisi, Roma, 1955.
- L'assunzione come critica della filosofia, Palermo, 1965.
- Radicalità e filosofia, Manfredi Editore, Palermo, 1968.
- Tentazione, persuasione, Palermo, 1970.
- Il concetto di metafisica del principio, Palermo, 1982.
- Kéntron, L'Epos, Palermo, 1988.
- Meditatio in curriculo mortis, L'Epos, Palermo, 1990.
- Karpòs, L'Epos, Palermo, 1991.
- Gli inferi del principio. Interrogazione e invocazione, L'Epos, Palermo, 1994.
- Idealismo della filosofia ed esperienza storica, L'Epos, Palermo, 1995.
- Idealismo tedesco e neo-idealismo italiano, L'Epos, Palermo, 1995.